# Friedrich Karl Castelhun
Friedrich Karl Castelhun (* 27. Februar 1828 in Nordheim bei Worms; † 1. November 1905 in San Francisco, Kalifornien) war ein deutschamerikanischer Arzt und Lyriker.

## Leben
Friedrich Karl Castelhun wurde 1828 als Sohn von Johann Georg Castelhun in Nordheim bei Worms geboren. Er absolvierte sein Abitur am Gymnasium in Bensheim an der Bergstrasse. Ende des Jahres 1846 emigrierte die Familie nach Amerika in den Bundesstaat Illinois. In Cleveland, Ohio und Ann Arbor, Michigan studierte er Medizin und wurde Arzt wie sein Vater. Seine wissenschaftliche Ausbildung vertiefte er durch Aufenthalte in Würzburg, Berlin, Wien und Prag in den Jahren 1864 und 1865. Nach seiner Rückkehr in die Staaten ließ er sich als praktizierender Arzt in St. Louis im Bundesstaat Missouri nieder. 1875 zog er zu seinen Geschwistern nach San Francisco, wo er zwei Jahre praktizierte, nach dem tragischen Tod seines Sohnes kehrte er jedoch nach St. Louis zurück.
Neben seiner Berufstätigkeit als Mediziner engagierte sich Castelhun in seiner neuen Heimat zu Lebzeiten sehr für seine Muttersprache Deutsch. Er veröffentlichte mehrere Lyrikbände in der deutschen Sprache und war mit seinen Aufsätzen und Gedichten in zahlreichen Monats- und Fachzeitschriften vertreten.
Friedrich Karl Castelhun starb im November 1905 im Alter von 77 Jahren in San Francisco, Kalifornien.
Seine Kinder waren: Frederick Carl Castelhun Jr. (1867–1940), Ella Castelhun (1868–1961), Rudolph Castelhun (1870–1877), Maida Castelhun (1872–1940), Ernest Castelhun (1875–1937), Paul Roetter Castelhun (1878–1969), Johannes Erwin Castelhun (1880–1969) und Walter Castelhun (1889–1919).

## Schriften (Auswahl)

### Einzelbände
- “Gedichte”, (Lyrik), Freidenker, Milwaukee, Wis., 1883
- “Gedichte”, (Lyrik), Zürich, Buchhandlung des Schweiz. Grütlivereins; Milwaukee, U.S., Freidenker-Pub. Co., 1901

### Beiträge in Anthologien und Zeitschriften
- “Der Deutsche Pionier: Erinnerungen aus dem Pionierleben der Deutschen in Amerika, Band 16”, Deutschen Pionier-Verein, 1884, S. 251
- “Deutsch-amerikanische Geschichtsblätter, Bände 1–2”, Die Gesellschaft, 1901, S. 202